# Кладари (Суња)
Кладари су насељено место у општини Суња, Сисачко-мославачка жупанија, Хрватска.

## Историја
До нове територијалне организације били су у саставу бивше велике општине Сисак. Кладари су се од 1991. до августа 1995. године налазили у Републици Српској Крајини.

## Становништво
На попису становништва 2011. године, Кладари су имали свега 7 становника.
| Националност       | 1991.       |
| Срби               | 58 (92,06%) |
| Хрвати             | 0           |
| Југословени        | 0           |
| остали и непознато | 5 (7,93%)   |
| Укупно             | 63          |